# رودي كوبمانز
رودي كوبمانز (بالهولندية: Rudi Koopmans) مواليد 1948، هو ملاكم محترف هولندي سابق صنّف ضمن فئة وزن خفيف الثقيل.

## إحصائيات
خاض خلال مسيرته 47 نزالا، فاز في 43 وتعادل في 2 وخسر في 2. فاز بالضربة القاضية في 30 نزالا.

## روابط خارجية
- رودي كوبمانز على موقع بوكس ريك (الإنجليزية) (registration required)